# Molestia (animal)
Molestia molesta  es una especie de araña araneomorfa de la familia Linyphiidae. Es el único miembro del género monotípico Molestia.

## Distribución
Se encuentra en Jilin en China.